# Kittituch Klonsom
Kittituch Klonsom (thailändisch กิตติธัช กลอนสม, * 11. März 1994), auch als Ko bekannt, ist ein thailändischer Fußballspieler.

## Karriere
Kittituch Klonsom stand bis 2019 beim Rangsit United FC unter Vertrag. Der Verein aus der thailändischen Hauptstadt Bangkok spielte in der vierten Liga, der Thai League 4. Hier trat der Verein in der Bangkok Metropolitan Region an. Während de Saison wechselte er zum ebenfalls in Bangkok beheimateten Drittligisten Raj-Pracha FC. Mit dem Verein spielte er in der Upper Region der dritten Liga. Die Saison 2020/21 schloss man als Vizemeister der Western Region ab und stieg anschließend in die zweite Liga auf. Sein Zweitligadebüt für Raj-Pracha gab Kittituch Klonsom am 12. September 2021 (2. Spieltag) im Heimspiel gegen den Chiangmai FC. Hier stand er in der Startelf und stand die kompletten 90 Minuten im Tor. Chiangmai gewann das Spiel 3:0. Am Ende der Saison musste er mit Raj-Pracha in die dritte Liga absteigen. Nach dem Abstieg verließ er den Verein und schloss sich im Sommer 2023 dem ebenfalls in Bangkok beheimateten Drittligisten Kasem Bundit University FC an. Mit dem Hauptstadtverein spielte er zweimal in der Bangkok Metropolitan Region der Liga. Im Dezember 2023 wurde sein Vertrag nicht verlängert.

## Erfolge
Raj-Pracha FC
- Thai League 3 – West: 2020/21 (Vizemeister)  ▲